# T28 초중전차
T28 자주포는 나치 독일의 방어선 지크프리트 선(Siegfried Line)을 공략하기 위해 설계되었다. 또한, T28은 2대의 시제품만 만들어졌으며, 지크프리트 선에는 당시 상당수의 탱크 트랩(드래곤스 티쓰,Dragon's Teeth)이 깔려 있어 일반적인 전차가 진입하기 힘든 상태였고, 이를 극복하기 위한 수단으로 T28이 제작되게 되었다.
T28 자주포는 95톤으로, 나치 독일의 초중전차였던 8호 전차 마우스에 비하면 반 정도밖에 나가지 않는 무게였다. 하지만 당시 미합중국의 주력 전차 M4 셔먼이 28톤이었다는 것을 감안한다면 상당한 무게의 전차였다고 볼 수 있다.
그 밖에 전면장갑 300mm에 주포는 105 mm T5E1로, 전면장갑은 당시 나치 독일의 6호 전차 티거의 88mm포를 충분히 견딜 정도로 설계되었다. 하지만 T28 역시 속도에는 문제가 있었는데, 최고 속도가 13km/h 정도밖에 되지 않았다고 한다.
계획상으로는 5대의 시제품을 비롯해 총 25대를 생산할 계획이었으나 2대의 시제품만 생산되고 그 마저도 실제 전투에서는 사용되지 못했다. 결국 1대의 시제품은 파괴되었고, 남은 1대만 현재 남아있다.

## 파생형
- T95 - 305mm의 전면 장갑을 적용한 버전이다.

## 같이 보기
- 야크트티거
- 중돌격전차 A39 토터스